# Алдонса Лоренсо де Валадареш
Алдо́нса Лоре́нсу де Валада́реш (порт. Aldonça Lourenço de Valadares; ? — після 1360) — португальська шляхтянка. Представниця роду Валадареш. Донька португальського вельможі й королівського радника Лоренсу де Валадареша та Санши де Шасін. Коханка кастильського мажордома Педро де Кастро, якого виховував її батько. Від позашлюбного зв'язку з Педро мала доньку Інес, дружину португальського короля Педру I, та Алваро, конетабля Португалії. Остання згадка в джерелах датується 1360 роком, коли вона зробила майнові пожертви Анседеському монастирю в Байані. Також — Алдо́нса Лоре́нсо (Лоренсівна), Альдо́нса Лоре́нсо де Валяда́рес (ісп. Aldonza Lorenzo de Valladares).